# Proyecto Gasbuggy
El Proyecto Gasbuggy fue una detonación nuclear subterránea llevada a cabo por la Comisión de Energía Atómica de los Estados Unidos el 10 de diciembre de 1967, en la zona rural del noroeste de Nuevo México. Fue parte de la Operación Plowshare, un programa diseñado para encontrar usos pacíficos para las explosiones nucleares.
El proyecto Gasbuggy fue llevado a cabo por el Laboratorio de Radiación Lawrence Livermore y la Compañía de Gas Natural de El Paso, con financiación de la Comisión de Energía Atómica. Su propósito era determinar si las explosiones nucleares podían ser útiles para fracturar las formaciones rocosas y extraer el gas natural.El lugar de la detonación se encuentra en el Bosque Nacional Carson, y está aproximadamente a 34 km al suroeste de Dulce (Nuevo México) y a 87 km al este de Farmington, y fue elegido porque se sabía que los depósitos de gas natural se encontraban en arenisca bajo el Cañón Leandro.Se colocó un dispositivo de 29 kilotones de TNT (120 terajoules) a una profundidad de 1.288 metros,y luego se rellenó el pozo antes de que se detonara el dispositivo. Una multitud se había reunido para ver la detonación desde lo alto de un cerro cercano.
La detonación se produjo tras un par de retrasos, el último de ellos provocado por una avería en el sistema de refrigeración de los explosivos. La detonación produjo una chimenea de escombros de 24 metros de ancho y 102 metros de alto por encima del centro de la explosión.
Después de un esfuerzo inicial de limpieza de la superficie, la zona permaneció inactiva durante más de una década. Un esfuerzo posterior de limpieza de la superficie abordó principalmente los materiales tóxicos sobrantes. En 1978 se instaló un monumento en el punto de la Zona Cero de la Superficie que ofrecía una explicación básica de la prueba histórica. Debajo de la placa principal hay otra que indica que no se permite realizar perforaciones ni excavaciones sin permiso del gobierno.
Tras la prueba del proyecto Gasbuggy, se llevaron a cabo dos experimentos de fracturación nuclear por explosión en el oeste de Colorado para perfeccionar la técnica: el proyecto Rulison en 1969 y el proyecto Río Blanco en 1973. En ambos casos, la radiactividad del gas se consideró demasiado alta y, en el último caso, las estructuras de la chimenea de escombros de triple explosión decepcionaron a los ingenieros de diseño. Poco después de esa prueba, se agotó la financiación del proyecto Plowshare, que duró aproximadamente 15 años. 
En 2011, el Departamento de Energía de Estados Unidos escribió: «Se estimó que, incluso después de 25 años de producción de gas de todo el gas natural considerado recuperable, solo se podría recuperar entre el 15 % y el 40 % de la inversión».
Estas primeras pruebas de fracturación fueron posteriormente reemplazadas por tecnologías de fracturación hidráulica.